# Ashdod
 (juillet 2013).
Si vous disposez d'ouvrages ou d'articles de référence ou si vous connaissez des sites web de qualité traitant du thème abordé ici, merci de compléter l'article en donnant les références utiles à sa vérifiabilité et en les liant à la section « Notes et références ».
Ashdod (en hébreu אַשְׁדּוֹד, en arabe إسدود ʾIsdūd, issu de Aṭdādu, « foire ») traditionnellement en français Asdod,  est la cinquième plus grande ville et le premier port d'Israël (devant  Haïfa). Située sur la plaine du littoral  à mi-chemin entre Tel Aviv et Gaza, dans le district sud d'Israël, elle se trouve à 35 km de Tel Aviv, à 25 km de Ashkelon et à 70 km de Jérusalem et Beer-Sheva. C'est une ville très dynamique et qui a eu une croissance récente très rapide, notamment grâce à l'apport de nouveaux immigrants en provenance de France, d'Éthiopie, de Russie, d'Amérique latine, du Maroc et d'Algérie.

## Histoire
La cité est l'une des cinq villes fondées par les Philistins dans l'Antiquité et fut le centre du culte du dieu Dagon. Des traces d'une première occupation remontent à la période chalcolithique et à l'âge du bronze ancien. Selon la Bible, c'est à Ashdod que les Philistins emmenèrent l'Arche d'alliance comme un trophée en l'honneur de Dagon, après une victoire à Afek contre les Hébreux autour de -1050. Le récit mentionne de grands désastres à Ashdod dus à la présence de l'Arche qui sera alors transférée à Gath puis rendue aux tribus d'Israël.
Au Xe siècle avant notre ère, Ashdod et la Philistie auraient été selon la Bible un moment une province vassale du royaume de David, mais auraient continué ensuite leurs hostilités contre les royaumes de Juda et d'Israël après le schisme jusqu'à la conquête de la ville au VIIIe siècle avant notre ère. En -711, Ashdod s'allia à l'Égypte et aux royaumes de Juda, Moab et Édom dans une rébellion contre l'Assyrie jusqu'à l'écrasement de la révolte par les troupes de Sargon II qui firent d'Ashdod une province assyrienne.
Selon Hérodote, le pharaon Psammétique (règne de -664 à -610) a assiégé la ville pendant vingt-neuf ans.
La cité fut rebaptisée Azotos sous les Grecs (Azotus en latin) après la conquête d'Alexandre le Grand puis la ville passa sous le contrôle des Ptolémées de -323 à -199. Enfin, durant la révolte des Maccabées en Judée, le temple de Dagon fut détruit par Judas Maccabée avant que la ville ne soit intégrée au nouveau royaume hasmonéen puis à l'Empire romain au Ier siècle avant notre ère.
Entre le IVe siècle et le VIe siècle, Ashdod est un centre important de la foi chrétienne en  Palestine, avec une des plus anciennes et des plus grandes basiliques chrétiennes trouvées en Israël. L'édifice, découvert en 2017, a permis d'établir l'importance du clergé féminin dans cette communauté qui ordonnait des diaconesses, ce qui est corroboré dans les Actes des apôtres. La basilique aurait connu un certain déclin lors de l'épidémie de peste dite de Justinien en 541, avant d'être détruite par un incendie en 600. Selon l'anthropologue Hila May, de l'université de Tel Aviv, cette basilique aurait été construite à l'emplacement du tombeau d'une sainte qui n'a pas encore été formellement identifiée mais pourrait être apparentée à l'apôtre Philippe.

En 1956, la ville moderne de Ashdod fut construite sur les ruines de l'ancien village d'Isdud, détruit et vidé de ses habitants arabes, devenus des réfugiés palestiniens, au cours de la guerre israélo-arabe de 1948.

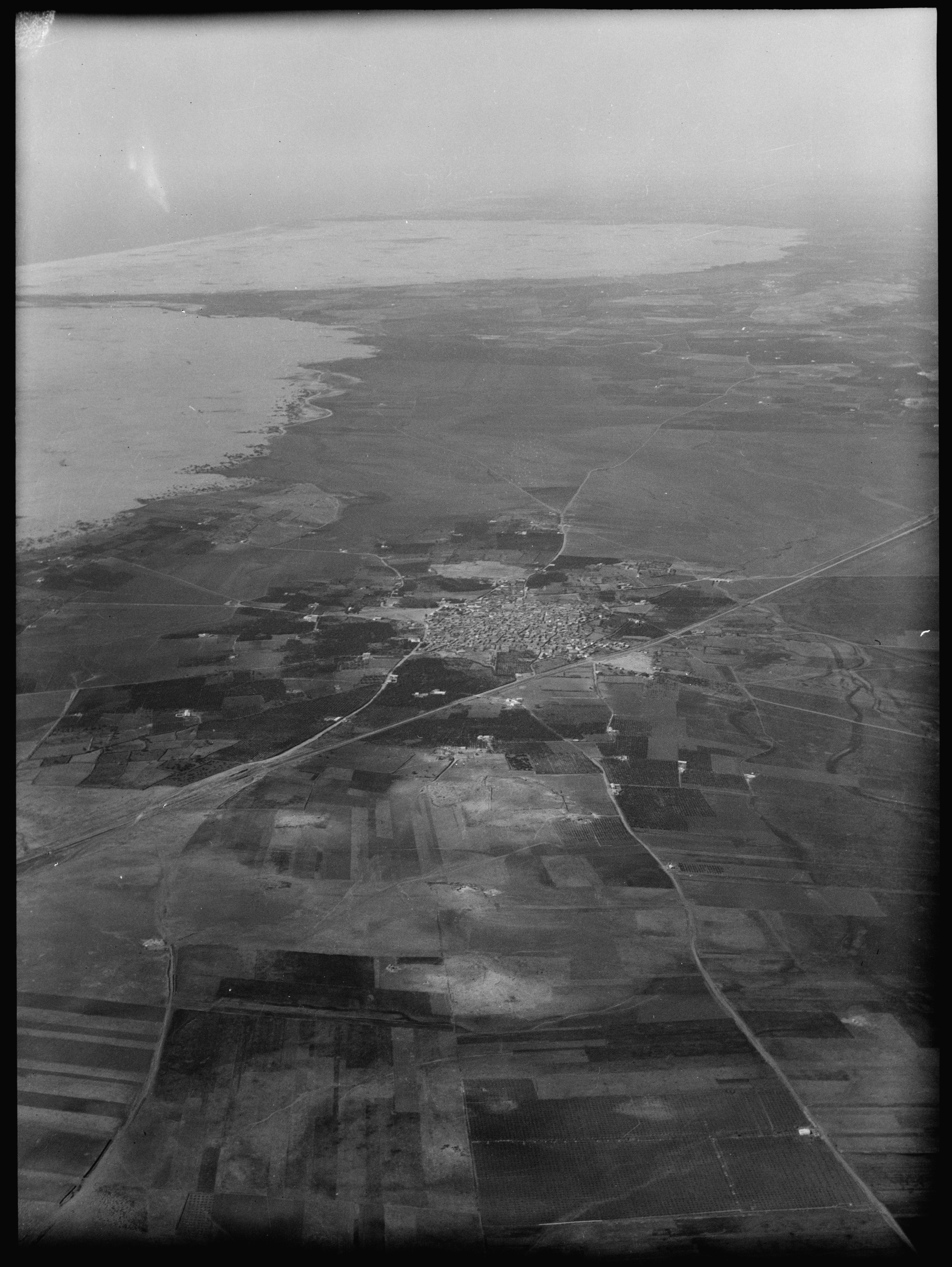
Vue aérienne d'Isdoud en 1932.
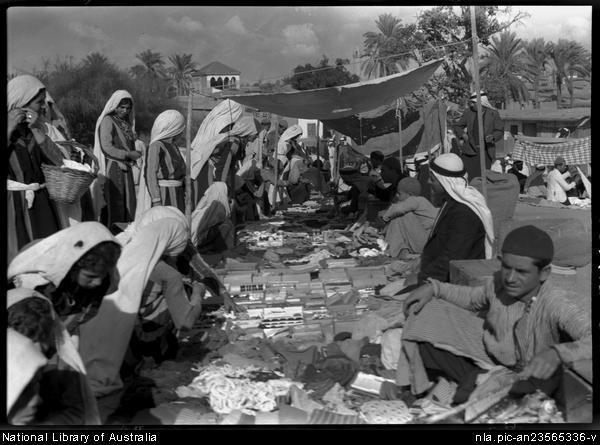
La foire du village en 1939.
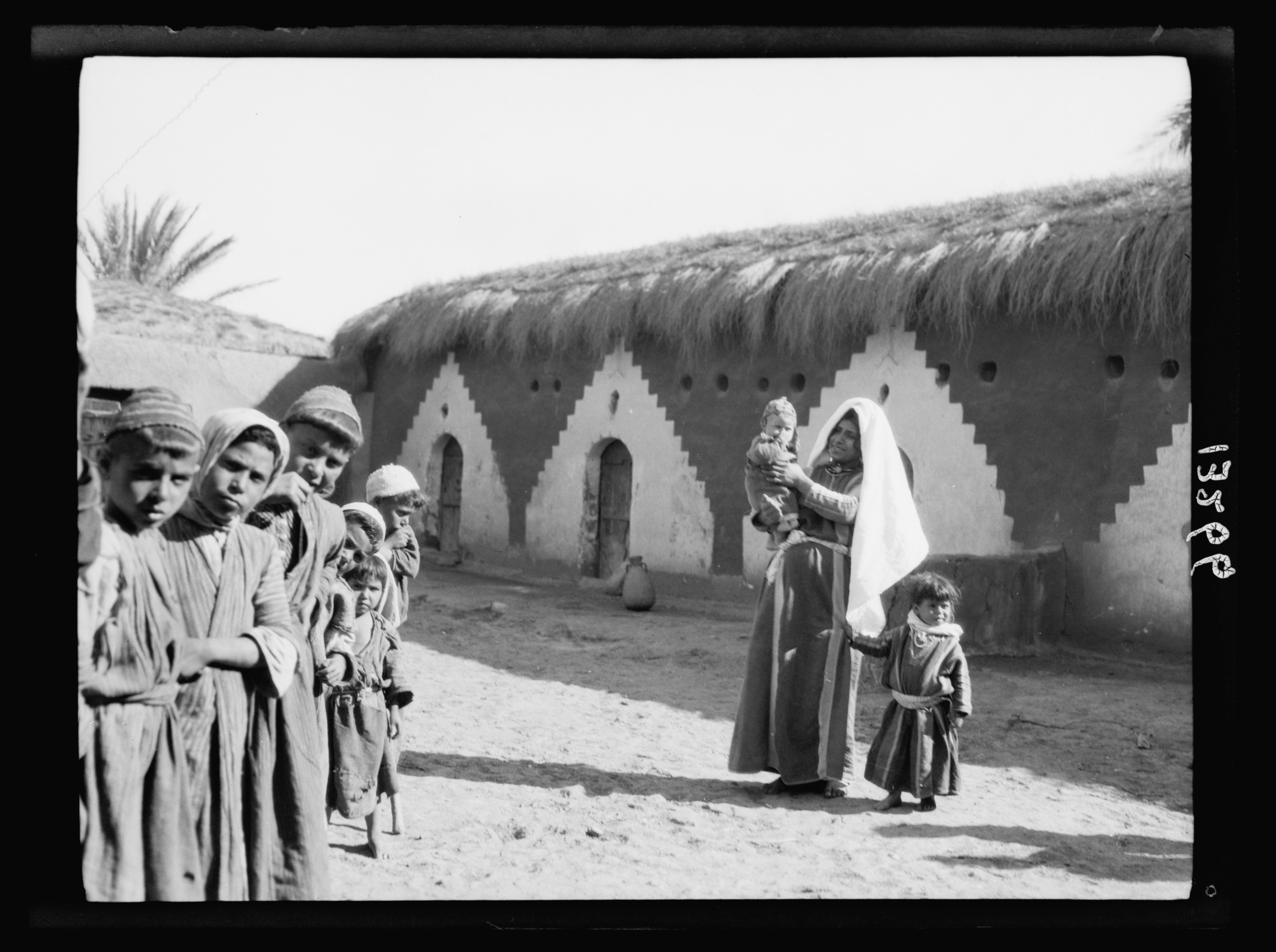
Maison typique dans les années 1940.

L'histoire moderne d'Ashdod est liée à celle de l'État d'Israël depuis sa création.
Notamment :
- au cours de la Guerre israélo-arabe de 1948, les kibboutzim de la région d'Ashdod sont attaqués par l'armée égyptienne.
- au cours de la seconde intifada, un attentat-suicide dans le port d'Ashdod fait 10 morts et 16 blessés le 14 mars 2004. Le Cheikh Ahmed Yassine, chef spirituel du Hamas qui revendiqua l'attentat, se réjouit que la réplique de l'armée israélienne avait été faible. Quelques jours plus tard, le 22 mars 2004, Yassine est tué à la sortie de la prière du matin par une attaque ciblée des hélicoptères israéliens.
- au cours des affrontements entre Israël et le Hamas, Ashdod est devenue une cible du Hamas et de diverses organisations terroristes de la bande de Gaza depuis l'opération Plomb durci en décembre 2008. Depuis, la ville reste régulièrement la cible desdites organisations terroristes. L'installation de batteries anti-missiles Dôme de fer a nettement diminué le nombre d'impacts sur la ville, sans cependant le réduire à 0.

Le 21 juin 2005, une collision entre un train et un camion près de Ashdod fait au moins 8 morts et plus de 191 blessés. Les circonstances exactes de la collision n'ont pas été déterminées.

## La ville moderne
La ville d'Ashdod est surtout connue aujourd'hui pour son infrastructure portuaire qui en fait l'un des rares ports en eaux profondes sur la mer Méditerranée. Il est ainsi devenu un centre important pour la navigation israélienne et internationale. Quelque 15 millions de tonnes de fret passent chaque année par Ashdod.
La ville elle-même est divisée administrativement en 17 quartiers. La croissance de cette cité est la plus importante du pays depuis les années 1990 et l'immigration de nombreux juifs de la Diaspora.

### Transports
La ligne ferroviaire de voyageurs a été ouverte à Ashdod en 1992 après la rénovation du chemin de fer historique construit sous l'époque mandataire. La gare d'Ashdod se trouve sur la ligne Binyamina / Netanya - Tel Aviv - Ashkelon des chemins de fer israéliens.  

### Patrimoine
- Musée de la culture philistine

### Photos

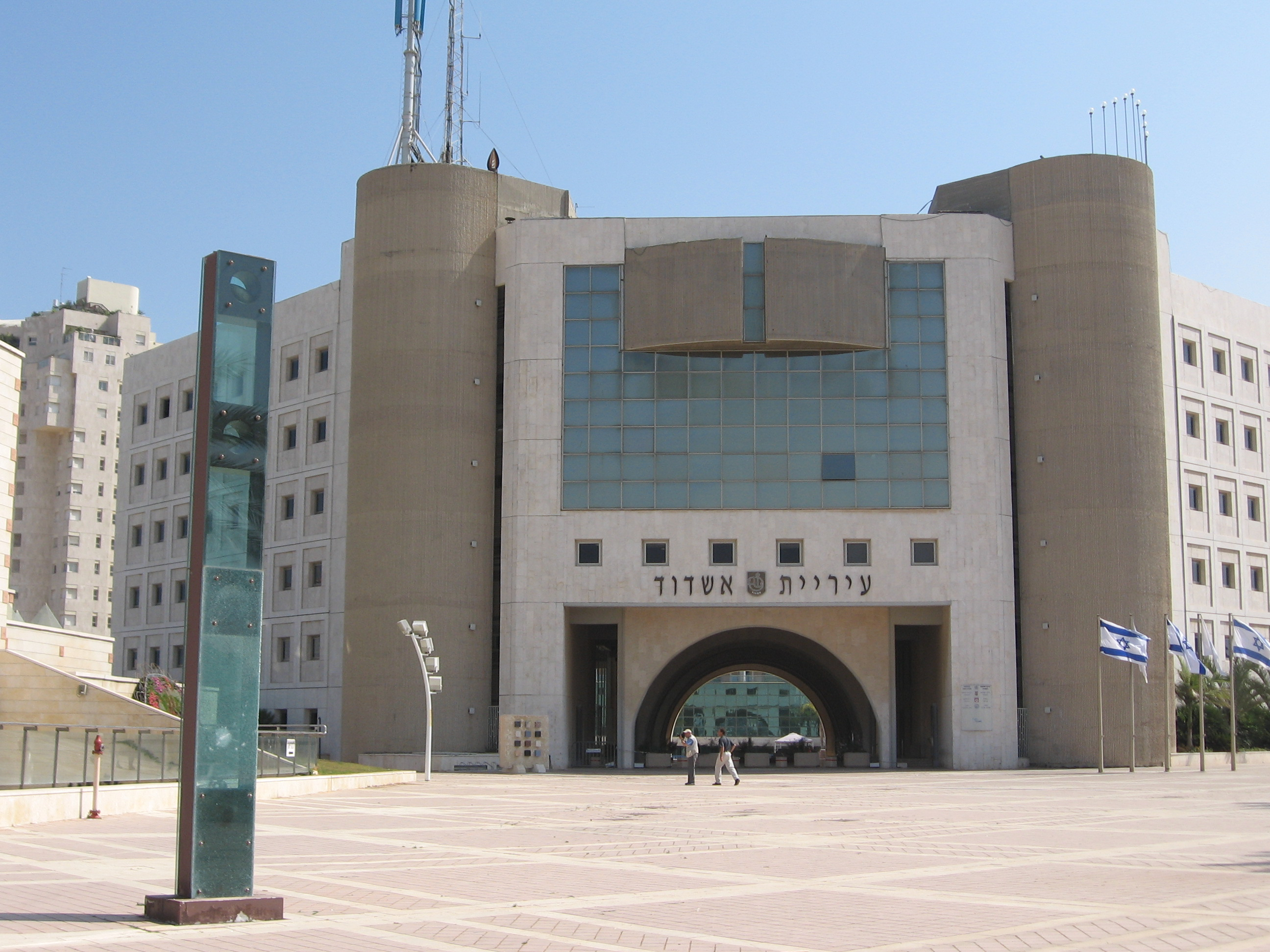
Mairie d'Ashdod
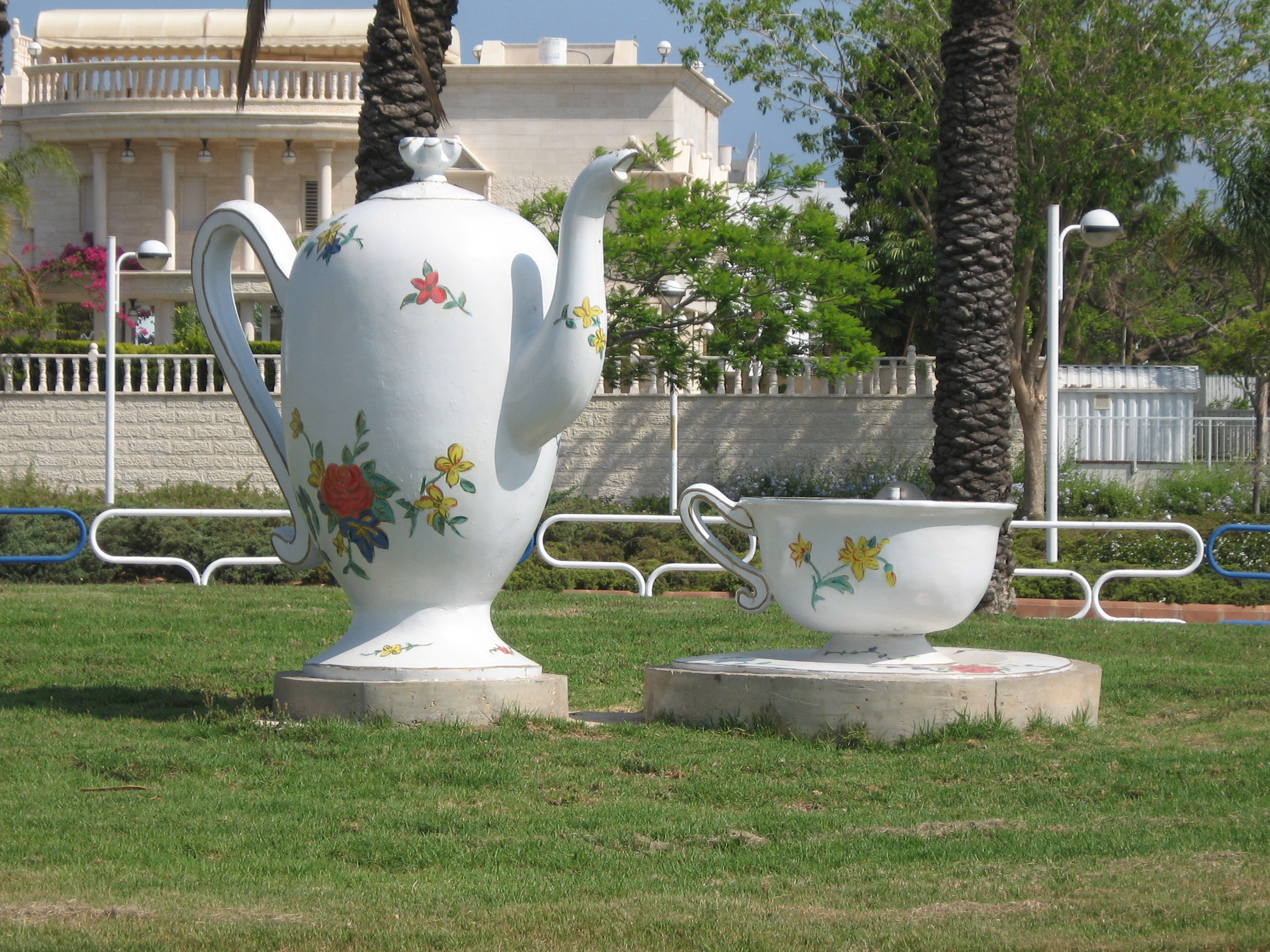
Tea square
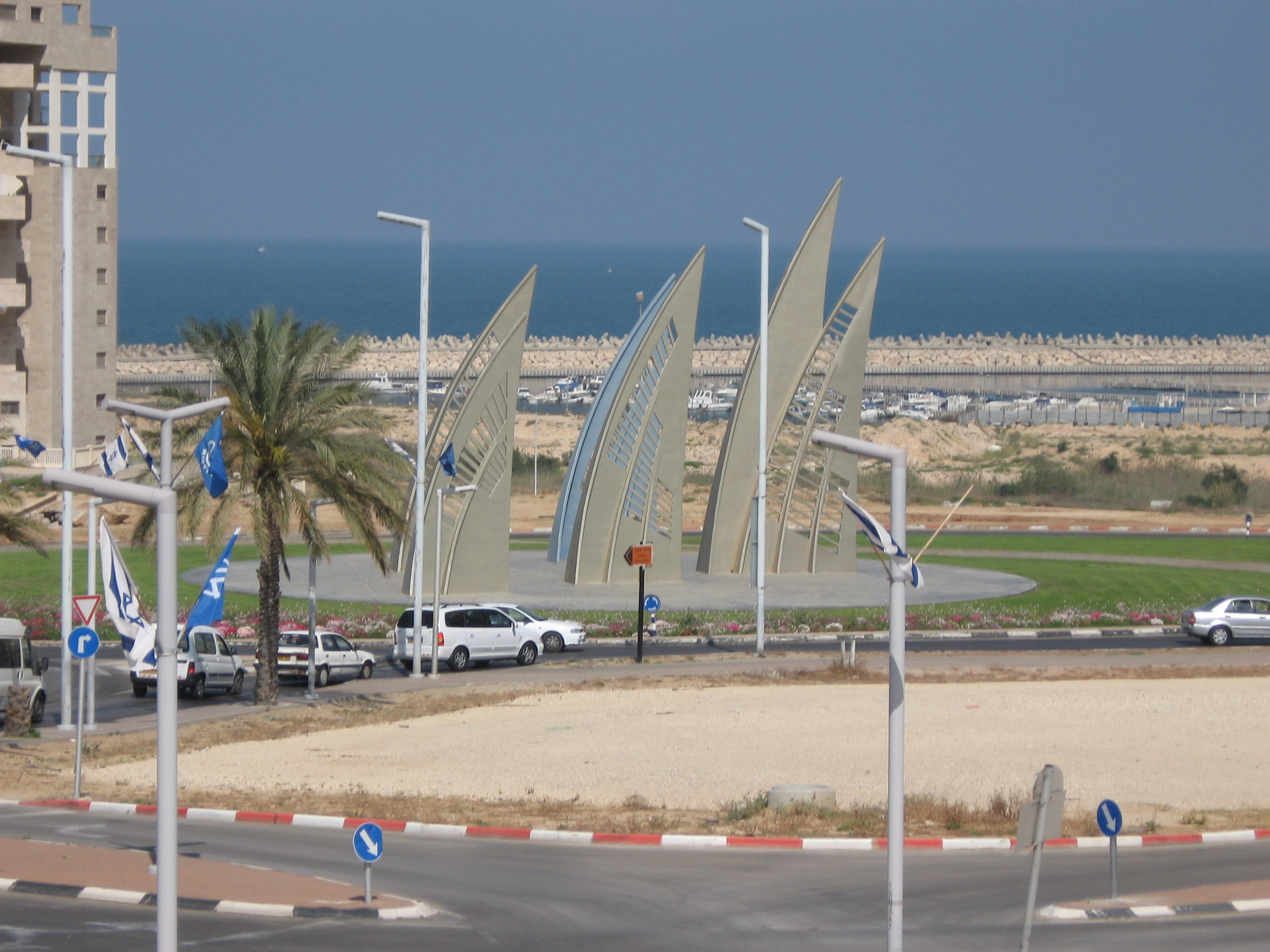
La nouvelle marina
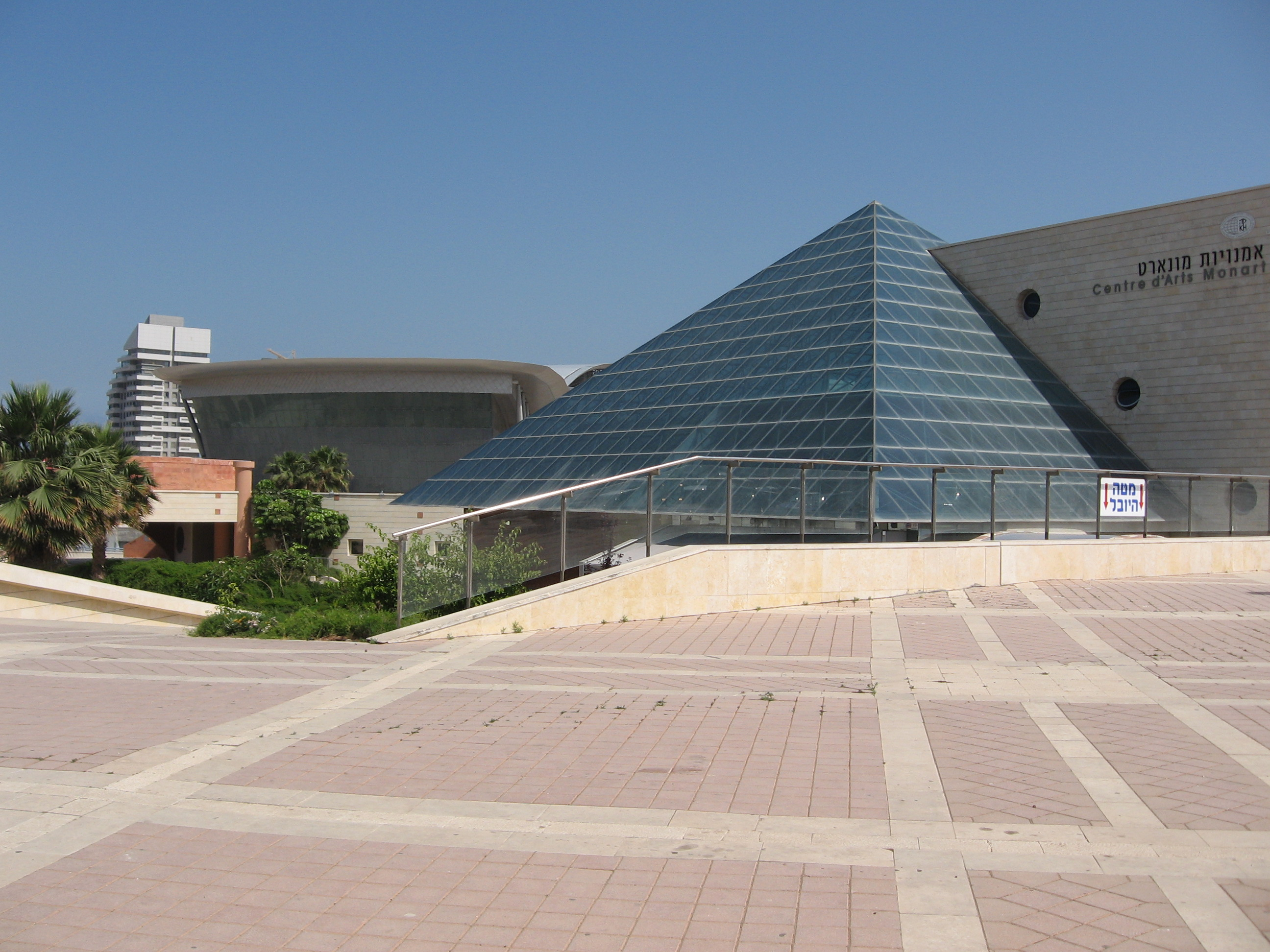
Le centre d'arts MonArt
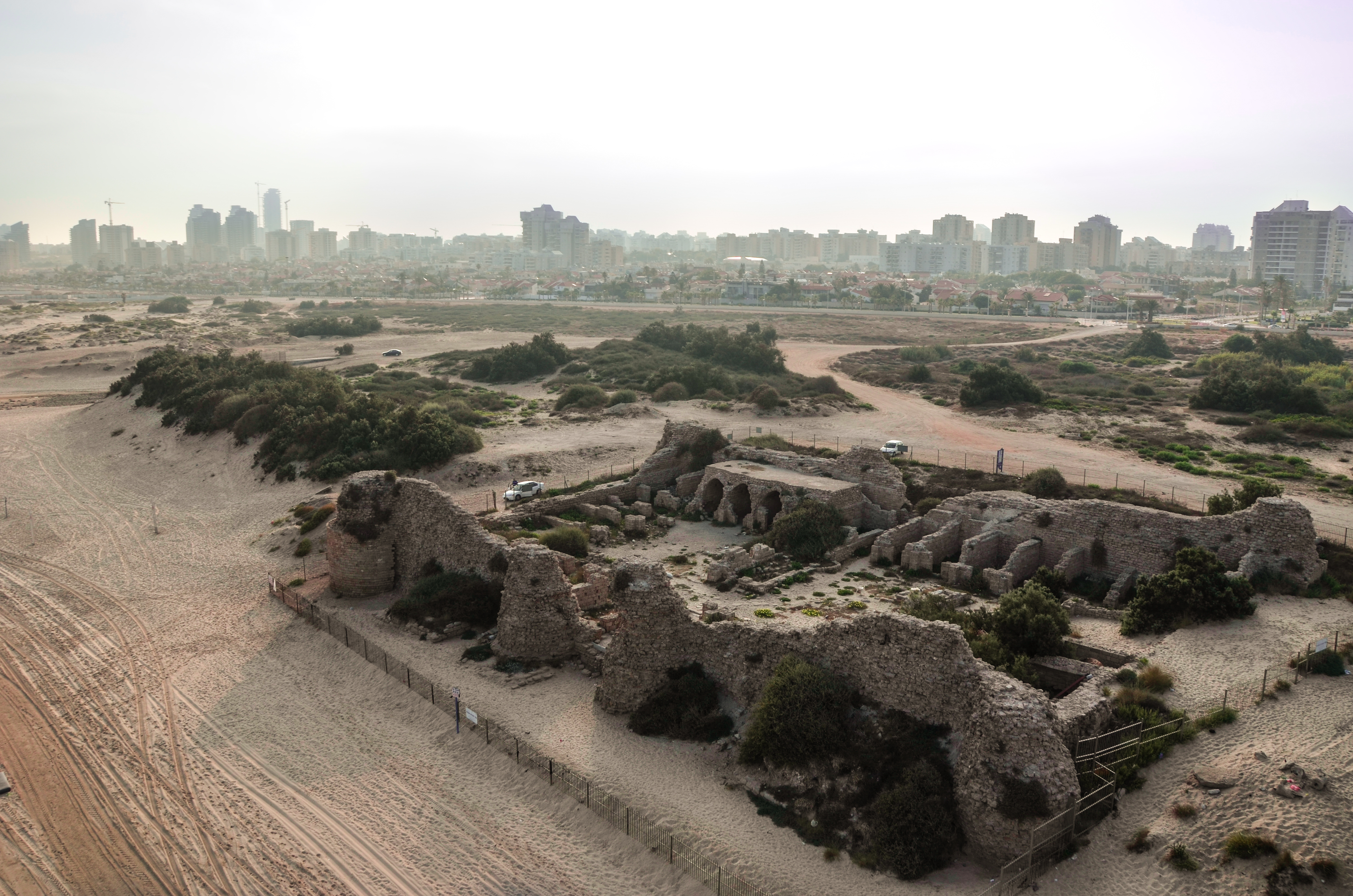
Les ruines de la citadelle d'Ashdod
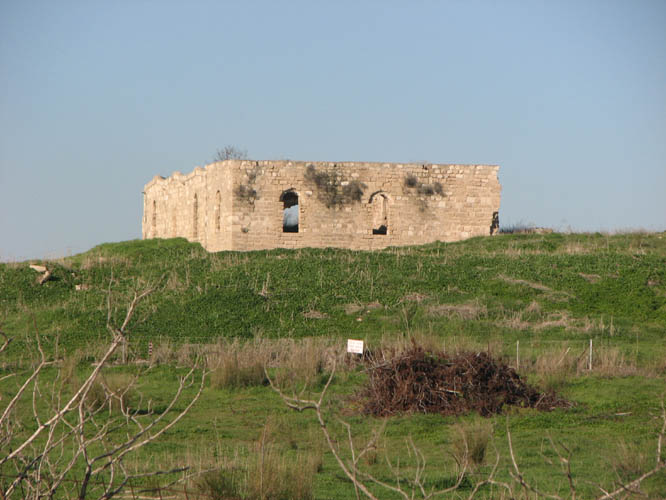
Ruines de l'ancienne mosquée.

## Politique
| Identité                       | Période | Période  | Durée  |
| Identité                       | Début   | Fin      | Durée  |
| ------------------------------ | ------- | -------- | ------ |
| Dov Gur (d) (1918 - 1966)      | 1959    | 1961     | 2 ans  |
| Robert Haim (d) (1925 - 2009)  | 1961    | 1963     | 2 ans  |
| Avner Garin (d) (1925 - 1993)  | 1963    | 1969     | 6 ans  |
| Zvi Zilker (en) (1933 - 2021)  | 1969    | 1983     | 14 ans |
| Aryeh Azulai (en) (né en 1933) | 1983    | 1989     | 6 ans  |
| Zvi Zilker (en) (1933 - 2021)  | 1989    | 2008     | 19 ans |
| Yehiel Lasri (en) (né en 1957) | 2008    | En cours | 17 ans |

## Jumelages
La ville est jumelée avec les villes suivantes :
| Ville | Ville                      | Pays | Pays        | Période                     |
| ----- | -------------------------- | ---- | ----------- | --------------------------- |
|       | Arkhangelsk,               |      | Russie      | depuis le 24 juin 2012      |
|       | arrondissement de Spandau, |      | Allemagne   | depuis 1968                 |
|       | Atyraou,                   |      | Kazakhstan  | depuis le 2 mai 2006        |
|       | Baher Dar                  |      | Éthiopie    | depuis juin 2011            |
|       | Bahía Blanca               |      | Argentine   | depuis 1996                 |
|       | Batoumi,                   |      | Géorgie     | depuis le 7 mai 2012        |
|       | Bordeaux,                  |      | France      | depuis le 7 décembre 1984   |
|       | Brest,                     |      | Biélorussie | depuis le 28 mars 2012      |
|       | Chișinău                   |      | Moldavie    |                             |
|       | Los Angeles                |      | États-Unis  |                             |
|       | Tampa                      |      | États-Unis  | depuis 2005                 |
|       | Tiraspol                   |      | Moldavie    |                             |
|       | Wuhan                      |      | Chine       | depuis octobre 2009         |
|       | Zaporijjia                 |      | Ukraine     | depuis le 13 septembre 2011 |

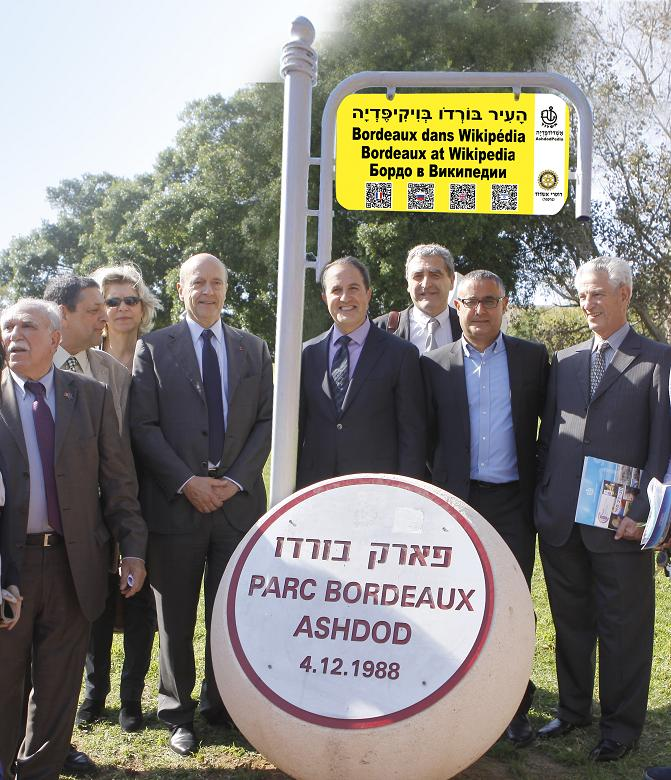
Alain Juppé, maire de Bordeaux, visite la ville jumelle d'Ashdod.

Depuis 2021, des élus bordelais de l'opposition et des associations demandent la suspension du jumelage avec Ashdod en raison de l'apartheid israélien. En mars 2024, la demande est renouvelée en raison de la guerre menée par Israël à Gaza, en pointant du doigt le port de la ville par lequel transitent les armes destinées à l'armée israélienne. En juin, cette demande est rejetée par la majorité municipale. Pour le maire Pierre Hurmic (EELV) : « On ne peut pas laisser dire que le peuple israélien est réductible à ses dirigeants actuels ». Toutefois, la mairie annonce qu'elle va « interpeller formellement » les autorités municipales d'Ashdod pour leur faire part de la « vive préoccupation des Bordelais ».

## Personnalités liées à la ville
- Yuval Dayan, auteure-compositrice-interprète, y est née.
- Gregory Chelli, Ulcan, trolleur, y réside.